# Gymnastikos Syllogos Kallithea 2015-2016
Questa voce raccoglie le informazioni riguardanti il Gymnastikos Syllogos Kallithea nelle competizioni ufficiali della stagione 2015-2016.

## Rosa
Fonte:
| N. |                    | Ruolo | Calciatore            |
| -- | ------------------ | ----- | --------------------- |
|    | Grecia (bandiera)  | P     | Nestoras Gekas        |
|    | Grecia (bandiera)  | P     | Athanasios Michelis   |
|    | Grecia (bandiera)  | P     | Nikos Stavrianos      |
|    | Grecia (bandiera)  | D     | Ilias Evangelou       |
|    | Brasile (bandiera) | D     | Jackson               |
|    | Grecia (bandiera)  | D     | Petros Leventis       |
|    | Brasile (bandiera) | D     | Marcio                |
|    | Canada (bandiera)  | D     | Dimitrios Stamopoulos |
|    | Grecia (bandiera)  | D     | Stathis Syriopoulos   |
|    | Grecia (bandiera)  | D     | Tryfon Tsonis         |
|    | Grecia (bandiera)  | C     | Alexandros Arnarellis |

| N. |                    | Ruolo | Calciatore              |
| -- | ------------------ | ----- | ----------------------- |
|    | Grecia (bandiera)  | C     | Dionysis Belis          |
|    | Grecia (bandiera)  | C     | Vasilios Bouzas         |
|    | Albania (bandiera) | C     | Damian Gjini            |
|    | Grecia (bandiera)  | C     | Savvas Iliadis          |
|    | Grecia (bandiera)  | C     | Georgios Katsikogiannis |
|    | Grecia (bandiera)  | C     | Kostas Tegousis         |
|    | Albania (bandiera) | A     | Fjorin Durmishaj        |
|    | Brasile (bandiera) | A     | Macena                  |
|    | Grecia (bandiera)  | A     | Alexandros Smyrlis      |
|    | Grecia (bandiera)  | A     | Nikos Stamatakos        |
|    | Grecia (bandiera)  | A     | Andreas Tsipras         |